# Кривонос
Кривонос е село в Западна България. То се намира в община Брезник, област Перник.

## География
Кривонос е село в Западна България. То се намира в община Брезник, област Перник.
Село Кривонос се намира в планински район. Надморската му височина е 1073 м. Заобиколено е от планина Любаш, Парамунска планина (Стража), Изворската могила и хълма Чеверлюга.
Основен поминък за региона е отглеждането на следните култури:
- картофи
- пипер
- боб

Има и добри условия за развитие на млечно говедовъдство, козевъдство и овцевъдство.

## История
Първите данни за село Кривонос датират от 15 век. Селото е било културно средище.
| Население (1934 – 2024) |      |         |
| година                  | Брой | Прираст |
| 1934                    | 182  | ///     |
| 1946                    | 166  | -16     |
| 1956                    | 124  | -42     |
| 1965                    | 42   | -82     |
| 1975                    | 25   | -17     |
| 1985                    | 27   | +2      |
| 1992                    | 15   | -12     |
| 1995                    | 8    | -1      |
| 1996                    | 14   | +6      |
| 1997                    | 13   | -1      |
| 1998                    | 12   | -1      |
| 2001                    | 28   | +16     |
| 2005                    | 34   | +6      |
| 2011                    | 8    | -26     |
| 2015                    | 9    | +1      |
| 2016                    | 8    | -1      |
| 2017                    | 10   | +2      |
| 2018                    | 7    | -3      |
| 2019                    | 6    | -1      |
| 2020                    | 5    | -1      |
| 2021                    | 10   | +5      |
| 2024                    | 8    | -2      |

## Религии
- В село Кривонос е построена църква ’’Св. Николай Мириклийски’’ с манастирска част към нея. Освещаването на църквата беше извършено от Знеполски епископ Николай през 2004 г. A през 2005 г. бяха осветени стенописите на храма.

- Кривоноски манастир „Св. Никола“ (наричан още Ребровски и Любашки) – намира се в местността Престола в подножието на планината Любаш, на около 1,5 км югозападно от с. Ребро. Манастирът е архитектурен и художествен паметник от епохата на Възраждането. През комунизма манастирската сграда е превърната в пионерски лагер, а църквата - в обор за животни[3]. През 2018 година започва възстановяването на манастира с помощта на средства от фондовете на Европейския съюз. Църквата е ремонтирана и изцяло обновена, построена е двуетажна жилищна сграда с пет монашески килии и трапезария[4]. Обновено е пространството около манастира. Общата стойност на възстановителните дейности е над 700 000 лева, осигурени на 100% от ЕС. Днес обителта е постоянно действащ девически манастира, а игумения на манастира е сестра Юстина. На 5-ти декември 2023 година, в навечерието на храмовия празник - на свети Николай Мирликийски, е извършено и първото всенощно бдение след възстановяването на манастира и на духовния живот в него[5].

## Редовни събития
09.05 – Св. Никола Летни – събор на селото

## Личности
- Ценко Миленков – дарител и строител на църква „Св. Николай Мириклийски“
- Макрина Стоянова – актриса, участвала във филмите „Търновската царица“, „Нощем с белите коне“, „Събеседник по желание“, и др.
- Стоян Стоянов – кмет, направил много за селото през мандатите си.

## Други
- На връх Любаш има данни за пещера, чиито вход все още не е открит.
- Праисторическо селище е имало на връх Любаш. В най-високата част на върха се намират фрагменти от праисторическа керамика. Тук е намерена каменна брадва от неолитната епоха.
- В местността Градището на връх Любаш има останки от късноантично селище, намерени са плочи с надписи, тухли и монети.
- В горите на хълма Чеверлюга са намерени кости от животно, чиято древност датира от преди 10 000 г.

## Кухня
Традиционна граовска кухня -
- Търляни картофи
- Лютеница от сушени чушки
- Граовски таратор
- Зелник

и др.

## Транспорт
- От Автогара Перник:
- Автобус за село Кривонос има в събота (тръгва за с. Кривонос в 7:50 ч., връща се обратно в 10:30 ч.), и в неделя (тръгва в 16:30 ч., връщане – 18:00 ч.).